# 셰리크올 오르자크
셰리크올 디지지코비치 오르자크(러시아어: Шериг-оол Дизижикович Ооржак, 투바어: Шериг-оол Дизижикович Ооржак, 1942년 6월 24일~ )는 투바 공화국의 대통령이다. 1992년 4월 11일에 대통령으로 당선되었다. 오르자크는 2002년에 다시 대통령 선거에 참가해서 53%의 득표로 당선되었다.
2001년 9월 12일에 오르자크는 9.11 테러이후에 미국 테러에 대해 공감을 같이 했다. 